# Rue Robert-Lindet
La rue Robert-Lindet est une voie du 15e arrondissement de Paris, en France.

## Situation et accès
La rue Robert-Lindet est une voie publique située dans le 15e arrondissement de Paris. Elle débute au 55-63, rue Olivier-de-Serres et se termine au 48, rue de Dantzig.

## Origine du nom
Elle porte le nom de l'homme politique français Robert Lindet (1746-1825).

## Historique
Cette voie est ouverte en 1859 en tant qu'impasse et prolongée en 1898 jusqu'à la rue Olivier-de-Serres sous le nom de « rue Collineau ». Elle prend sa dénomination actuelle 7 décembre 1900.
Cette rue était un des hauts lieux du motocyclisme en France, au cours des trois décennies d'après la 20 guerre mondiale: L'importateur des motocyclettes anglaises Norton  et des  très rapides Vincent , le très haut en couleur Clément Garreau, y  avait installé ses locaux, au N° 22 dans un garage sur plusieurs niveaux, qui a été ensuite reconverti en bureaux et ateliers d'architecte 